# Christophe Palma
Christophe Palma   (Perpinyà, 1969) és un dibuixant de còmic Nord-català.

## Biografia
Després d'una educació clàssica infantil i pacífica a la seva ciutat natal, va obtenir el batxillerat A3 (Arts i lletres). A la recerca d'una escola de dibuix, primer va estudiar Belles Arts, després d'un any i mig de temps que va considerar perdut, finalment va trobar l'escola Emile Cohl de Lió. Després de tres anys, es va graduar i va anar a treballar a Disney World a Florida. De tornada tot bronzejat al cap d'un any, va fer el servei militar i va començar la tasca de promocionar-se per les empreses editorials de la capital. Després de dos anys d'il·lustracions i gràfics com autònom, Christophe va conèixer Thomas Mosdi a través de Béatrice Tillier i Olivier Brazao, el seu antic company de classe i ara molt bon amic, i tots dos van treballar per als volums tres (2000) i quatre de Xoco. Posteriorment es va passar a la docència, impartint dibuix acadèmic, escultura i animación 2D a l'Idem Perpinyan.

## Obra

### Àlbums
- 62 auteurs de Boulogne Dessiné, guió i dibuix col·lectius, Les Amis de la B.D., 2010 ISBN 978-2-9537801-0-9
- Corpus Hermeticum, Soleil Productions, col·lecció Terres Secrètes
- #2 Les hautes terres, guió d'Axel Gonzalbo, 2007 ISBN 978-2-84946-855-5
- Une boulonnaise, guió col·lectiu, dibuixos de Béatrice Tillier, Caza, Jean-Louis Dress, Olivier Brazao, Laurent Paturaud, Mig, Christophe Palma, Al Severin, Jean-Claude Cassini i Laurent Houssin, Festival Boulogne, 2007
- Les Filles de Soleil, dessins collectifs, Soleil Productions
- :Tom 12, 2008 Plantilla:EAN
- La Geste des Chevaliers Dragons, guió d'Ange, Soleil Productions
- #14 La Première, 2012 ISBN 978-2-302-02333-8
- Xoco, guió de Thomas Mosdi, Vents d'Ouest, col·lecció Gibier de potence
- #3 Douze Rois-Démons, 2000 ISBN 2-86967-697-2
- # Le Dragon et le tigre, 2002 ISBN 2-8696-7899-1
- Les Mondes de Lovecraft, guió de Patrick Renault, Soleil Productions
- # Arcanes, dibuixos d'Olivier Peru, Jean-Jacques Dzialowski, Teddy Kristiansen, Christophe Palma, Stéphane Collignon,[3] 2008 ISBN 978-2-302-00202-9